# Het geheim van de kousenband
Het geheim van de kousenband, ook wel De strip van 7 genoemd, is een strip van Standaard Uitgeverij, getekend door zeven auteurs.

## Medewerkers
- Marc Sleen & Dirk Stallaert - Nero
- Merho - De Kiekeboes
- Hec Leemans - F.C. De Kampioenen
- Karel Biddeloo - De Rode Ridder
- Marc Legendre - Biebel
- Paul Geerts - Suske en Wiske
- Urbanus & Willy Linthout - De avonturen van Urbanus

## Het verhaal
Het verhaal begint in Rusland, waar Nero en Detective Van Zwam zich bij een ruïne bevinden. Daar vindt Van Zwam een kousenband. Kort daarop begint het eerste onheil al, Nero wordt getroffen door een bliksemschicht. Hierdoor moet Van Zwam terug naar huis, eens daar komt de kousenband in bezit van de familie Pheip. Vanwege de onheilspellende krachten sturen ze het op naar Marcel Kiekeboe. Eens in het bezit van de kousenband begint het onheil al, alleen Fanny gelooft er niet veel van en ze gaat met de kousenband naar een dancing. Eens daar aangekomen merkt ze dat er toch iets aan de hand is met die kousenband. Daar komt ze Balthasar Boma tegen en geeft het ding door aan hem. Ook de Kampioenen krijgen problemen met de kousenband. Pol spant de kousenband rond een voetbal en schopt het ding weg waarna het in de Middeleeuwen terechtkomt. Zo komt de kousenband terecht bij De Rode Ridder. Ook hij heeft de nodige problemen met de kousenband en gooit deze vastgebonden aan een speer weg. Zo komt het ding weer in het heden terecht, meer bepaald in de rug van Biebels vader. Professor Klichee krijgt door de kousenband de ziekte rodehond en spoelt dan de kousenband weg door de riolering. Zo komt de kousenband terecht in het bad van Tante Sidonia.
Suske en Wiske brengen de kousenband naar Professor Barabas. Daar komen ze te weten dat de kousenband uit de tijd van Igor de Afgrijselijke afkomstig is. Om op verder onderzoek te gaan zenden ze Urbanus terug naar die tijd. Daar komt hij een van zijn voorvaderen tegen, namelijk Urbovnov. Urbovnov had de kousenband vervloekt om zijn hartsvriendin Minouchka te beschermen tegen de tsaar. Urbanus en Urbonov worden teruggeflitst naar het heden. Daar zegt Urbonov dat de kousenband terug naar Minouchka gebracht moet worden. Urbanus, Barabas en Urbovnov vliegen dan met de Gyronef naar Rusland. Daar wordt de geest van Minouchka verenigd met de kousenband en met Urbovnov. Hierdoor wordt alles weer zoals voorheen en vieren de personages bij Nero de goede afloop met een wafelenbak.